# Pedro Hernández Martínez
Pedro Hernández Martínez (Madrid, España, 2 de octubre de 1978) es un exfutbolista y entrenador español. Actualmente forma parte del cuerpo técnico del Real Sporting de Gijón.

## Trayectoria como futbolista
Pedro Hernández se formó en las categorías inferiores del Atlético de Madrid debutando en 1998 en categoría nacional con el CP Amorós, segundo filial del Atlético en Tercera División, esta misma temporada 1998/99 juega dos partidos de liga en Segunda División B con el primer equipo filial, el Atlético de Madrid B.
Tras su paso por los filiales atléticos firma contrato con el Albacete Balompié en Segunda División la temporada 2001/02, juega esta y las dos siguientes con los manchegos consiguiendo en la segunda temporada subir a Primera División, pero su participación en la máxima categoría es testimonial con sólo dos partidos jugados.
Al acabar contrato recala en el Ciudad de Murcia una temporada y al acabar pasa al CD Castellón firmando un contrato por dos años ampliándolo tres más en 2007. Al descender en 2010 con el equipo blanquinegro, fichó por el Club Deportivo Leganés en Segunda B, para retirarse en el Club Deportivo Toledo tras jugar en la ciudad Imperial dos temporadas, consiguiendo un ascenso de Tercera a Segunda B.

## Trayectoria como entrenador
Tras retirarse, formó parte cuerpo técnico del C. D. Leganés en la temporada 2015-16 como ojeador de rivales, capitaneado por Asier Garitano, consiguiendo ascender a la máxima categoría. Continuó las tres temporadas siguientes en dicha categoría, la última de ellas ya con Mauricio Pellegrino en el banquillo. Al finalizar la temporada 2018-19, se incorporó al Real Madrid C. F. para realizar la misma función de analista. En febrero de 2020 regresó al C. D. Leganés como segundo entrenador de Asier Garitano tras la destitución de José Luis Martí, y se mantuvo en el cuerpo técnico del entrenador vasco durante su contrato en el Club Deportivo Tenerife (2023-24), antes de incorporarse a la estructura de cantera del Club Unión Collado Villalba, equipo filial del Club Atlético de Madrid. En 2025 volvió al equipo técnico de Asier Garitano como segundo entrenador del Real Sporting de Gijón.

## Clubes
| Temporada | Club                 | País   | Liga               | Partidos | Goles | Copa | Goles | Ascenso | Goles |
| --------- | -------------------- | ------ | ------------------ | -------- | ----- | ---- | ----- | ------- | ----- |
| 1998/99   | CP Amorós            | España | Tercera División   | -        | -     | -    | -     | -       | -     |
| 1998/99   | Atlético de Madrid B | España | Segunda División   | 2        | 0     |      |       |         |       |
| 1999/00   | Atlético de Madrid B | España | Segunda División   | 4        | 0     |      |       |         |       |
| 2000/01   | Atlético de Madrid B | España | Segunda División B | 36       | 1     |      |       | 5       | 0     |
| 2001/02   | Albacete Balompié    | España | Segunda División   | 33       | 0     | 2    | 0     |         |       |
| 2002/03   | Albacete Balompié    | España | Segunda División   | 11       | 0     | 0    | 0     |         |       |
| 2003/04   | Albacete Balompié    | España | Primera División   | 2        | 0     | 1    | 0     |         |       |
| 2004/05   | Ciudad de Murcia     | España | Segunda División   | 30       | 0     | 1    | 0     |         |       |
| 2005/06   | CD Castellón         | España | Segunda División   | 28       | 0     | 0    | 0     |         |       |
| 2006/07   | CD Castellón         | España | Segunda División   | 23       | 0     | 2    | 0     |         |       |
| 2007/08   | CD Castellón         | España | Segunda División   | 25       | 0     | 0    | 0     |         |       |
| 2008/09   | CD Castellón         | España | Segunda División   | 15       | 0     | 4    | 0     |         |       |
| 2009/10   | CD Castellón         | España | Segunda División   | 31       |       |      |       |         |       |
| 2010/11   | CD Leganés           | España | Segunda División B | 28       |       |      |       |         |       |
| 2011/12   | CD Leganés           | España | Segunda División B | 26       |       |      |       |         |       |
| 2012/13   | CD Toledo            | España | Segunda División B | 17       | 0     | 0    | 2     |         |       |
| 2013/14   | CD Toledo            | España | Segunda División B | 7        | 0     | 0    | 0     |         |       |
| 2014/15   | CD Toledo            | España | Segunda División B | 4        | 0     | 0    | 0     |         |       |

|(en Segunda B)
|align="center" |37
|align="center" |1
|align="center" |
|align="center" |
|align="center" |5
|align="center" |0
|----
|
|
|
|(en Segunda)
|align="center" |172
|align="center" |0
|align="center" |9
|align="center" |0
|align="center" |
|align="center" |
|----
|
|
|
|(en Primera)
|align="center" |2
|align="center" |0
|align="center" |1
|align="center" |0
|align="center" |
|align="center" |
|----
| colspan="14"|Actualizado 21 de junio de 2009
|}

## Palmarés

### Otros
| Título            | Club                 | País   | Temporada |
| ----------------- | -------------------- | ------ | --------- |
| Segunda B Grupo I | Atlético de Madrid B | España | 2000/01   |